# Балканская коммунистическая федерация
Балканская коммунистическая федерация (болг. Балканска комунистическа федерация), до 1920 года Балканская революционная социал-демократическая федерация (болг. Балканска революционна социалдемократическа федерация) — объединение революционных социал-демократических организаций балканских стран, стоявших на интернационалистских позициях и выступавших за создание Балканской федерации.

## История
Предпосылкой для создания этой федерации стала младотурецкая революция 1908 года. В 1910 году в составе социал-демократических партий Болгарии, Сербии, Румынии и Греции была образована Балканская революционная социал-демократическая федерация, а в Белграде в том году состоялась I Балканская социал-демократическая конференция, на которой федерация огласила свои цели — создание федерации рабоче-крестьянских государств на Балканах. В 1915 году на международной конференции в Циммервальде произошёл раскол среди представителей социалистических движений: большая часть делегатов заняли строго пацифистскую позицию по Первой мировой войне. В то же время пролетарские интернационалисты (в том числе большевики) заявили, что в эпоху империализма невозможна совместимость социализма с национализмом и что последний препятствует единству пролетариата.
На II Балканской социал-демократической конференции в Бухаресте в 1915 году была учреждена Балканская рабочая социал-демократическая федерация, деятельность которой была ограничена в военное время. Её лидером стал был Христиан Раковский. Федерация уделила особое внимание македонскому вопросу, выдвинув идею о создании независимого македонского государства в составе будущей Балканской федерации.
После окончания Первой мировой войны на Балканах изменилась радикальным образом международная ситуация. Россия была охвачена Гражданской войной, а большевики стремились сохранить своё влияние на Балканах путём поддержки отделений Коммунистического интернационала (Коминтерна), в создании которого в 1919 году приняла участие и Балканская революционная социал-демократическая федерация. На Первом конгрессе Коминтерна в марте 1919 года рассматривался вопрос деятельности балканских социал-демократических партий, а Раковский как представитель Балканской социал-демократической федерации выдвинул предложение о создании федерации, куда вошли бы румынская, сербская, греческая и болгарская социал-демократические партии. В 1920 году федерация стала называться Балканской коммунистической и официально присоединилась к Коминтерну.
Федерация в дальнейшем выступала против реакционных движений на Балканах, поддерживала легализацию коммунистических партий и отстаивала проект федерации коммунистических республик на полуострове. Наиболее влиятельными членами федерации были Христо Кабакчиев, Георгий Димитров и Васил Коларов. Фактическим руководителем в дальнейшем стал именно Димитров. Федерацией издавался журнал «Federation Balkanique» в 1924—1932 годах, редакторами которого были Димитр Влахов и Никола Харлаков.
В 1931 году нацисты стали сильнейшей политической силой Германии, а в связи с ростом радикальных националистических движений антикоммунистического толка в Европе технический секретарь Коминтерна Отто Куусинен в докладе Исполнительному комитету сообщил, что Коминтерн склонен недооценивать национальный вопрос. Ярким примером Куусинен назвал учреждение в качестве лозунга Балканской коммунистической федерации «право на самоопределение народов вплоть до их отделения» и призвал коммунистические партии пересмотреть отношение к национальному вопросу и разработать новые национальные программы. Балканские коммунистические партии получили директиву с постепенным отказом от подобного лозунга, а позиции Балканской коммунистической федерации начали ослабевать. В 1932 году федерация прекратила своё существование окончательно.
Несмотря на упразднение федерации, члены ВМОРО подняли вопрос о существовании отдельной македонской нации, и его в конце 1933 года принял к рассмотрению Балканский секретариат Коминтерна, принявший через год соответствующую резолюцию.

## Состав
- Болгарская коммунистическая партия (ранее Болгарская рабочая социал-демократическая партия (тесных социалистов))
- Коммунистическая партия Греции
- Коммунистическая партия Турции
- Коммунистическая партия Югославии
- Коммунистическая партия Румынии (с ограниченными полномочиями)